# Кварњента (Виченца)
Кварњента је насеље у Италији у округу Виченца, региону Венето.
Према процени из 2011. у насељу је живело 366 становника. Насеље се налази на надморској висини од 453 м.